# Nhà thờ Thánh Phanxicô thành Assisi ở Kraków
Nhà thờ Thánh Phanxicô thành Assisi ở Kraków và tu viện của Dòng Phan Sinh (tiếng Ba Lan: Kościół św. Franciszka z Asyżu) là một tổ hợp công trình tôn giáo tọa lạc tại phía tây của Quảng trường Các Thánh tại Franciszkańska 2, quận Phố Cổ Kraków, Ba Lan. Nhà thờ nằm đối diện với Tòa Giám mục, là nơi ở của Cựu Giáo hoàng Gioan Phaolô II trong thời gian lưu trú tại thành phố. Nhà thờ Thánh Phanxicô thành Assisi được xây dựng từ thế kỷ 13. Năm 1919, Thánh Maximilian Kolbe đã về phụng sự tại nhà thờ này khi Ba Lan giành lại được nền độc lập tự chủ.

## Lịch sử

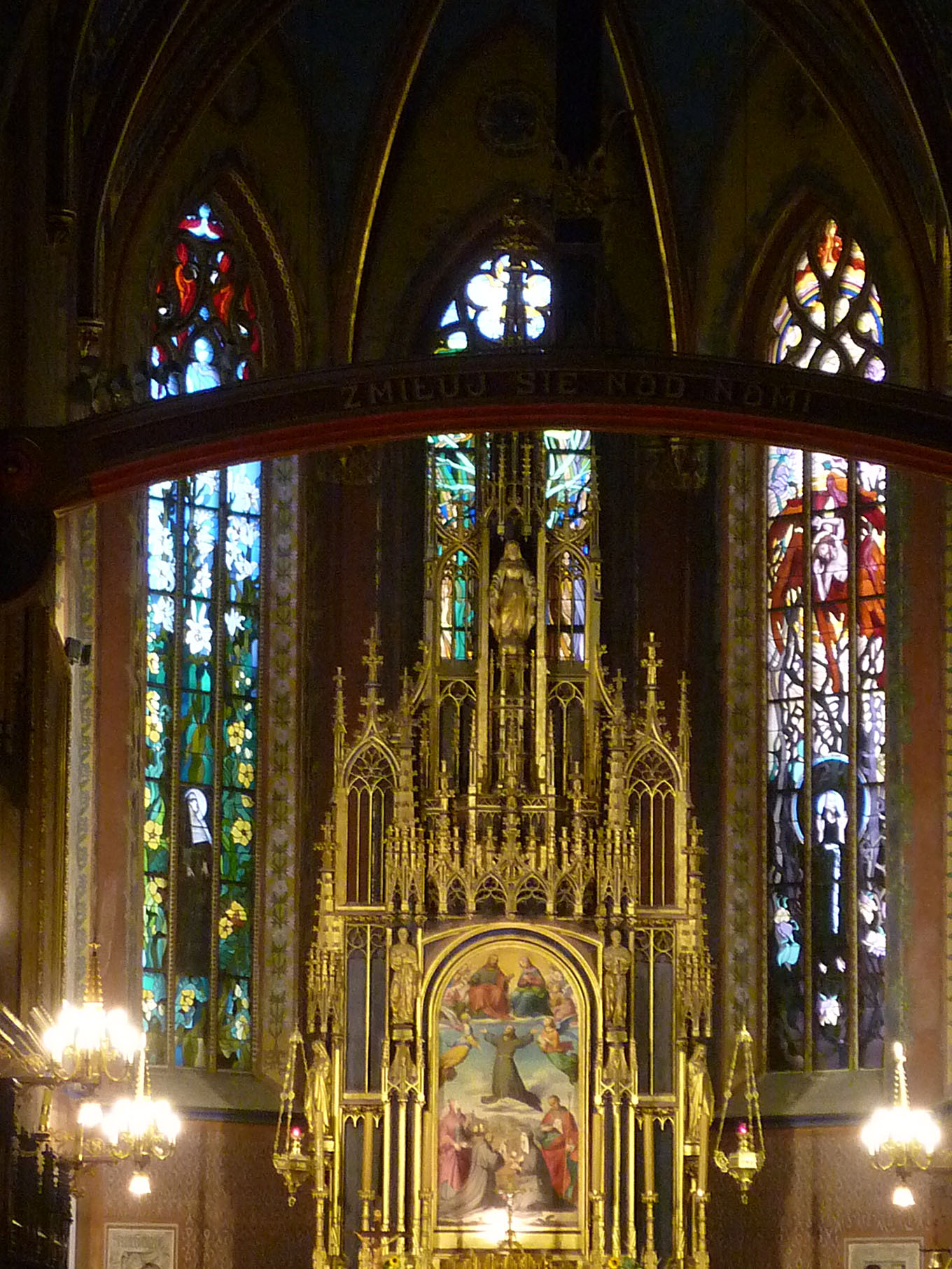
Hậu cung với bàn thờ cao và cửa sổ kính màu của Wyspiański

Nguồn gốc về người sáng lập nhà thờ đến giờ vẫn còn gây tranh cãi giữa các nhà sử học. Người sáng lập nhà thờ được cho là Công tước Henry II Mộ đạo (1196–1241), người là con trai của Hoàng tử Henry Râu rậm (1165–1238), sống tại Kraków và đã từng mời các tu sĩ dòng Dòng Phan Sinh đến Wrocław. Trong đó, vợ của Công tước Henry II, công chúa Anna và chị gái ông là Agnes được cho là cũng góp phần nên sự hình thành của nhà thờ. Bên cạnh đó, còn có một người được cho là cũng sáng lập nên nhà thờ, đó là Công tước Bolesław V Liêm chính cùng với vợ là Thánh Kinga của Ba Lan, đặc biệt là trong quá trình tái thiết nhà thờ sau sự tàn phá của quân xâm lược Mông Cổ vào năm 1241.

Nhà thờ là một trong những công trình cao tầng được xây bằng đá sa thạch và gạch đầu tiên trong thành phố. Nhà thờ có từ thế kỷ 13 đã được tôn phong hiển thánh trước năm 1269 và được cơi nới mở rộng diện tích từ năm 1260 đến năm 1270. Không có nhiều di vật còn sót lại từ thời kỳ này ngoài một hầm mộ cổ. Tòa chính điện bên trong nhà thờ được kéo dài ra kể từ năm 1401 với phần hậu cung (apse) có ba mặt. Khoảng từ năm 1420 đến năm 1436, phần trung tâm hình chữ thập với dãy mái vòm của gian giữa đã được thêm vào, trước đó, khu vực chancel là một dãy thẳng đứng. Các công trình phụ được thêm vào đã tạo cho nhà thờ thành hình một cây thánh giá Hy Lạp. Nhà thờ sau khi được sửa sang và cơi nới lại đã được Đức Hồng y Zbigniew Oleśnicki tôn phong hiển thánh lần nữa vào năm 1436. Nhà thờ đã phải hứng chịu nhiều thảm họa khác nhau trong những năm 1462, 1476, 1655. Tuy nhiên, nhà thờ chỉ trải qua trận đại họa thảm khốc nhất là vào năm 1850. Theo đó, các tài liệu ghi chép về việc thánh hiến cùng các hiện vật vô giá đã bị thất lạc.

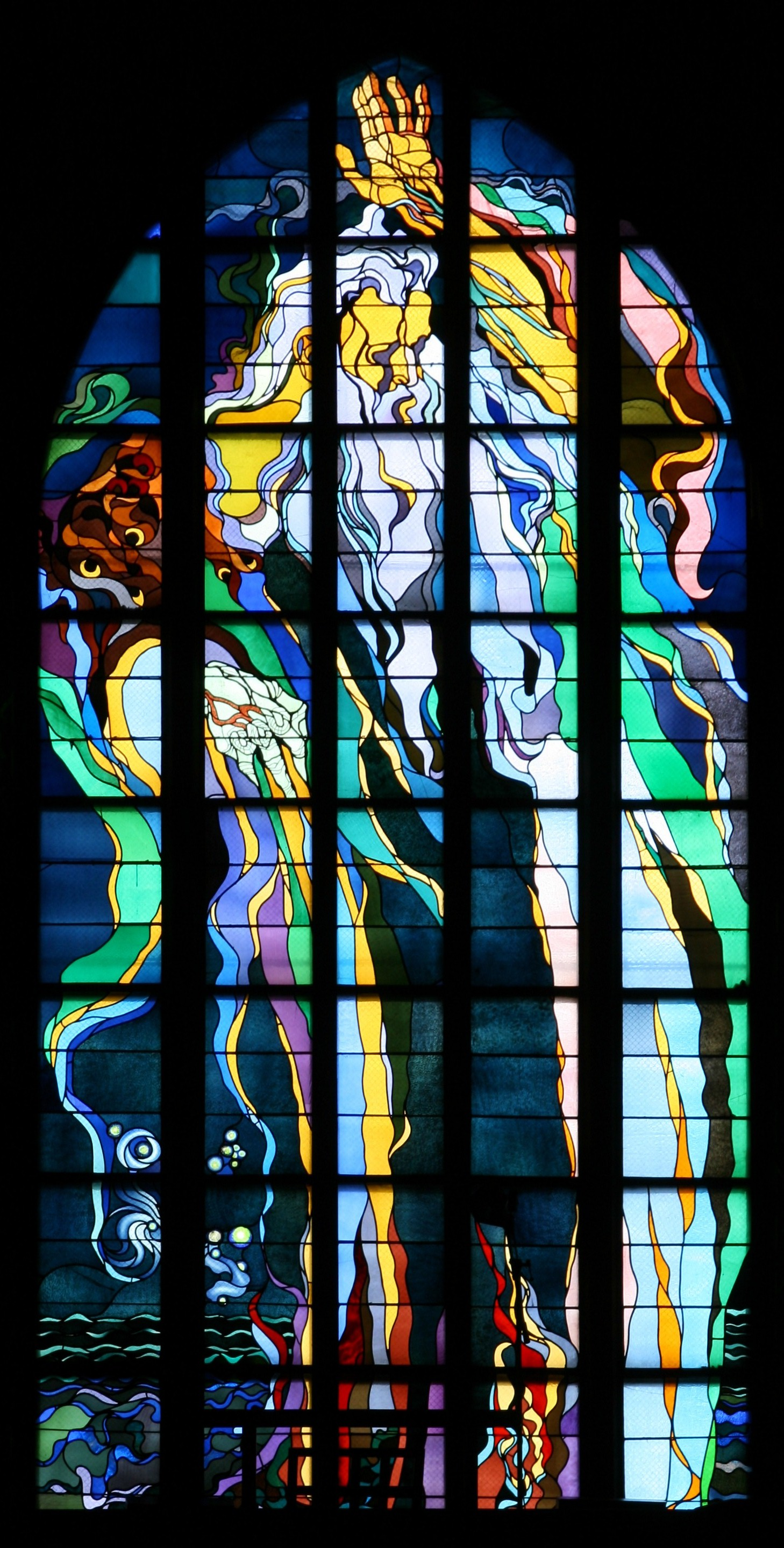
Cửa sổ kính màu, thiết kế bởi Wyspiański

Đối với Dòng Phan Sinh ở Ba Lan, thời kỳ đất nước bị chia cắt là một thời kỳ đầy đau thương. Từ hơn 90 tu viện Dòng Phanxicô, đến năm 1864, cả nước chỉ còn lại 8 tu viện, bao gồm cả tu viện ở Kraków. Thực trạng đáng buồn này chỉ dần cải thiện một chút sau Chiến tranh Áo-Phổ. Năm 1866, sau một thất bại nặng nề, Áo đã trao cho thành phố Kraków một mức độ tự chủ nhất định. Năm 1895, phía đông của nhà thờ có thêm vài bức tranh tường với họa tiết hoa văn của người sáng lập ra phong trào nghệ thuật Ba Lan Trẻ, Stanisław Wyspiański. Ngoài ra, những cửa sổ kính màu tráng lệ ở phía hậu cung (apse) cũng là do Wyspiański thiết kế và được gia công tại xưởng đúc Innsbruck từ năm 1899 đến năm 1904. Ngày 14 tháng 6 năm 1908, Đức Giám mục của Kraków là Anatol Nowak, đã tôn phong hiển thánh cho nhà thờ một lần nữa. Nhà thờ chính thức được nâng cấp lên thành tiểu vương cung thánh đường vào ngày 23 tháng 2 năm 1920.